# IC 443
IC 443 (również Mgławica Meduza) – pozostałość po supernowej znajdująca się w konstelacji Bliźniąt w odległości około 5000 lat świetlnych. Została odkryta 25 września 1892 roku przez Maxa Wolfa.

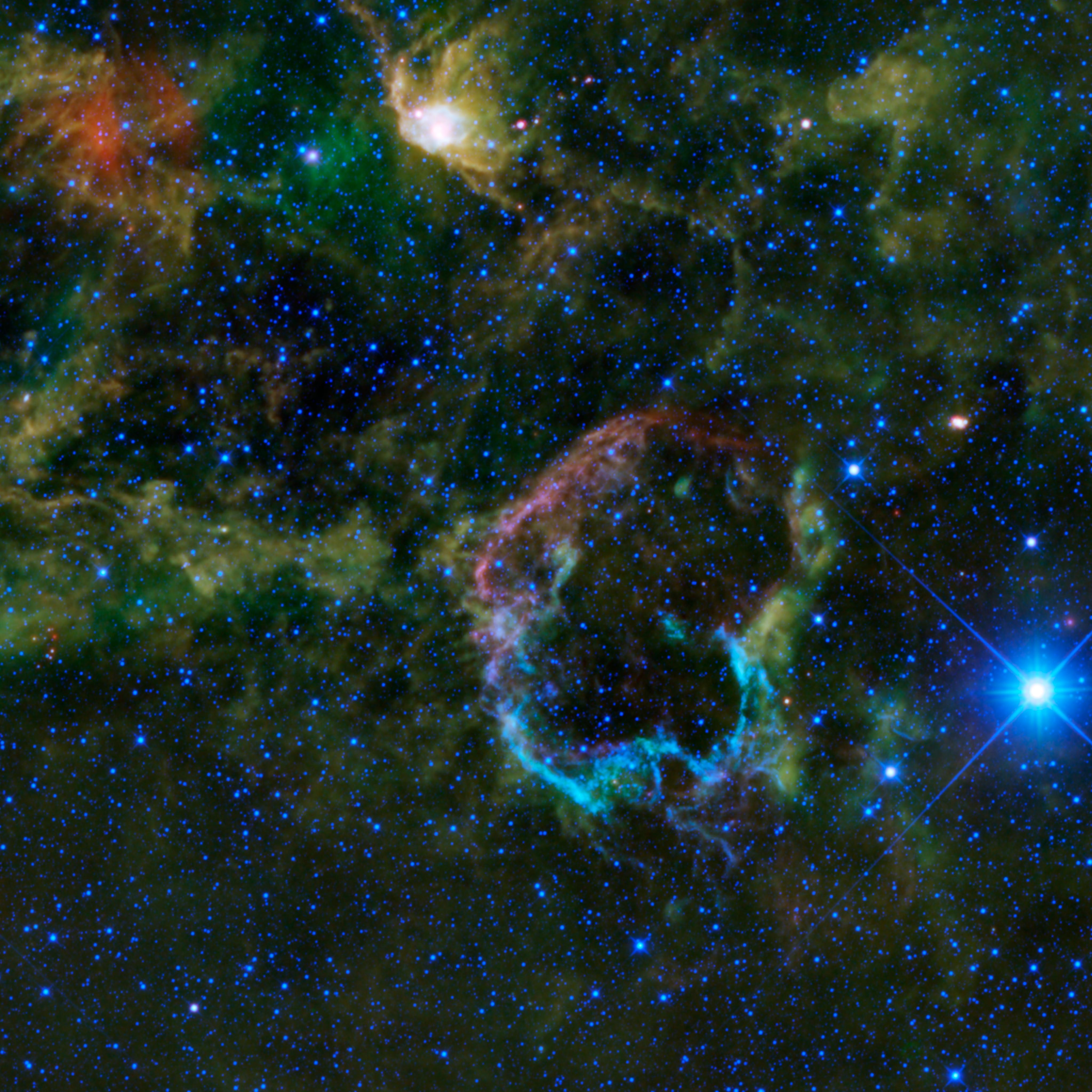
Zdjęcie w podczerwieni (WISE)

IC 443 jest pozostałością po supernowej, której wybuch nastąpił między 8000 a 30 000 lat temu. Jest to wyjątkowy przykład oddziaływania pozostałości po supernowej z obłokiem molekularnym. Wielka supernowa wybuchła pozostawiając po sobie bąbel ogrzanego gazu, który rozszerzając się w ośrodku międzygwiezdnym zderzył się z dużym obłokiem molekularnym. W obszarze tym zachodzi jonizacja gazów. W środku mgławicy została zidentyfikowana gwiazda neutronowa będąca pozostałością supernowej, która utworzyła Mgławicę Meduza.